# Alçalı
Alçalı är en ort i Azerbajdzjan.   Den ligger i distriktet Saljan, i den sydöstra delen av landet, 130 kilometer sydväst om huvudstaden Baku. Antalet invånare är 600.
Terrängen runt Alçalı är mycket platt. Närmaste större samhälle är Salyan, 10,1 kilometer nordost om Alçalı.
Trakten runt Alçalı består till största delen av jordbruksmark. Runt Alçalı är det ganska glesbefolkat, med 48 invånare per kvadratkilometer.